# درنامگس‌واران
درنامگس‌واران (نام علمی: Tipuloidea) نام یک بالاخانواده از فروراسته درنامگس‌ریختان است.